# Jean-Marc Nattier
Jean-Marc Nattier (n. 17 martie 1685, Paris, Regatul Franței – d. 7 noiembrie 1766, Paris, Regatul Franței) a fost un pictor francez, cunoscut pentru portretele doamnelor de la curtea regelui Ludovic al XV-lea al Franței.